# 1130-е годы до н. э.
1130-е (ты́сяча сто тридца́тые) го́ды до на́шей э́ры по пролептическому юлианскому календарю — промежуток времени с 1 января 1139 года до н. э. по 31 декабря 1130 года до н. э., включающий с 1139 по 1131 годы 7-го десятилетия  и 1130 год 8-го десятилетия XII века 2-го тысячелетия до н. э. Им предшествовали 1140-е годы до н. э., за ними следовали 1120-е годы до н. э. Они закончились 3155 лет назад.

## События
- 1137 год до н. э. — Рамсес VII начал своё правление в качестве шестого правителя Двадцатой династии в Египте.
- 1135 год до н. э. — Оксинт, легендарный Король Афин, умер после 12 лет правления, и ему наследовал его старший сын Афидант.
- 1134 год до н. э. — после 1 года царствования, Афидант, легендарный Король Афин, убит и его сменил его младший брат Фимет.